# 織田高重
織田 高重（おだ たかしげ）は、江戸時代前期の旗本。通称は長十郎。官位は従五位下・美作守。織田信長の孫、佐々成政の外孫にあたる。

## 生涯
織田信高の長男として誕生した。生母は光秀院（佐々氏）。
慶長7年12月12日（1603年）、父・信高の死に伴い、生後間もなく家督を相続する。当時、関ヶ原の戦いで西軍に属した信高は失領していたと思料される。
元和2年（1606年）1月、駿府にて徳川家康に拝謁して従五位下・美作守を与えられる。家康は大勢の拝謁者の中に、木瓜の家紋をつけた高重に目をとめ、信長の孫という説明を受けて官位を与えたという。2000石を領する旗本に列したと考えられる。
高重は旗本寄合に所属し、元和3年（1617年）5月26日には、近江国愛知郡に代えて神崎郡に領地を与えられる。寛永12年（1635年）、宇治橋の新造奉行を務める。
寛文元年（1661年）3月24日、死去。享年60。墓地は大徳寺総見院と東海寺清光院にある。

## 系譜
- 父：織田信高
- 母：光秀院 - 佐々成政娘
- 正室：能勢頼次四女
  - 長男：織田一之